# Saison 1948 de la NFL
Navigation
Édition précédente Édition suivante
La saison 1948 de la NFL est la 29e saison de la National Football League. Elle voit le sacre des Eagles de Philadelphie.

## Classement général
| Conférence Est         |      |      |      |        |          |            |
| Franchise              | Vic. | Déf. | Nuls | % vic. | Pts pour | Pts contre |
| Eagles de Philadelphie | 9    | 2    | 1    | .818   | 376      | 156        |
| Redskins de Washington | 7    | 5    | 0    | .583   | 291      | 287        |
| Giants de New York     | 4    | 8    | 0    | .333   | 297      | 388        |
| Steelers de Pittsburgh | 4    | 8    | 0    | .333   | 200      | 243        |
| Yanks de Boston        | 3    | 9    | 0    | .250   | 174      | 372        |

| Conférence Ouest     |      |      |      |        |          |            |
| Franchise            | Vic. | Déf. | Nuls | % vic. | Pts pour | Pts contre |
| Cardinals de Chicago | 11   | 1    | 0    | .917   | 395      | 226        |
| Bears de Chicago     | 10   | 2    | 0    | .833   | 375      | 151        |
| Rams de Los Angeles  | 6    | 5    | 1    | .545   | 327      | 269        |
| Packers de Green Bay | 3    | 9    | 0    | .250   | 154      | 290        |
| Lions de Détroit     | 2    | 10   | 0    | .167   | 200      | 407        |

## Finale NFL
- 17 décembre 1948, à Philadelphie devant 36 309 spectateurs, Eagles de Philadelphie 7 - Cardinals de Chicago 0